# Latabár Árpád (színművész, 1963)
Latabár Árpád névvariáns: ifj. Latabár Árpád (Budapest, 1963. május 5. –) magyar színész, a Latabár-színészdinasztia legfiatalabb tagja, ifj. Latabár Kálmán fia.

## Pályája
1982-ben érettségizett az esztergomi Temesvári Pelbárt Ferences Gimnáziumban, majd a zalaegerszegi Hevesi Sándor Színházban kezdte színészi pályafutását. Később, 1985–től a Pécsi Nemzeti Színházban játszott, majd 1987-ben a kecskeméti Katona József Színházban lépett fel. 1999-től 2008-ig a Miskolci Nemzeti Színház tagja volt. Magáról mesélte: 

„Kölyökként repültem először Siófokon, rendőrök vittek fel magukkal. Később az esztergomi gimnáziumból, ahol… tanultam, kilógtam néhányszor az atyák elől a repülőtérre. Ott kezdtem vitorlázgatni. A repülés nekem múlhatatlan „káros szenvedélyem”, csak jóval kisebb a veszélye, mint a dohányzásnak vagy a közúti közlekedésnek. Repülni mámorító érzés, maga a szabadság! Van más bolondériám is: zongorázom, dobolok.”

## Jellemzője
A családi hagyományoknak megfelelően operettekben lép fel, alkata főleg a táncos-komikus szerepekre predesztinálja.

## Főbb szerepei
- Jim boy (Ábrahám Pál: Hawaii rózsája)
- Mixi gróf (Szirmai Albert: Mágnás Miska)
- Napóleon (Kálmán Imre: A bajadér)
- Brissard (Lehár Ferenc: Luxemburg grófja)
- Kajetán (Lehár Ferenc: Cigányszerelem)
- Zwickli Tóbiás (Huszka Jenő: Mária főhadnagy)
- Slukk Tóni (Kálmán Imre: A cirkuszhercegnő)
- Miki (Ábrahám Pál: Viktória)
- Füles (Polgár–Gulyás–Hajdú: Csendkúra)
- Péter (Shakespeare: Rómeó és Júlia)
- Micimackó (Milne: Micimackó)
- Titilla (Nemes Nagy Ágnes: Bors néni)
- Berci béka ( Csukás István: Ágacska)